# 금요 로드쇼

금요 로드쇼

《금요 로드쇼》(金曜ロードショー)는 일본의 닛폰 TV 방송망(NNS 계열국)에서 제작 · 방송하는 금요일 황금시간대 시네마 전문 프로그램이다.

## 방송 시간
닛폰 TV 방송망(NNN)을 통해 매주 금요일 밤 9시부터 11시까지 방송하고 있다.

## 변천사
원래의 1972년 수요 로드쇼 첫 방송이었으나, 1985년 10월 4일부터 금요 로드쇼로 변경하여 현재까지 이어지고 있다.

## 시청률
1. 2003년 1월 24일 《센과 치히로의 행방불명》(2001년) 46.9%
2. 1999년 1월 22일 《모노노케 히메》(1997년) 35.1%
3. 2006년 7월 21일 《하울의 움직이는 성》(2005年) 32.9%
4. 2004년 6월 25일 《해리포터와 마법사의 돌》(2002년) 30.8%
5. 2010년 2월 5일 《벼랑 위의 포뇨》(2008년) 29.8%
6. 1994년 2월 4일 《낚시바보일기 4》(1992년) 28.4%
7. 1994년 12월 23일 《낚시바보일지 6》(1994년) 28.3%
8. 1995년 1월 13일 《낚시바보일지 2》(1990년) 27.7%
9. 1996년 8월 9일 《남자는 괴로워 34》(1985년) 27.6%
10. 1996년 8월 9일 《낚시바보일지 4》(1992년) 27.6%

## 특별 드라마
- 《가족을 빌려드립니다 - 패밀리 컴플렉스》
- 《칩 플라이트》
- 《수사 1과 팀Z》
- 《인생이 두근거리는 정리의 마법》
- 《가면 티쳐》
- 《최고의 대접》
- 《자석남》
- 《히간바나 여자들의 범죄 파일》
- 《닥터 간호조무사》
- 《결혼에 가장 가깝고도 먼 여자》
- 《더 라스트 캅》
- 《자석남2015》
- 《시각탐정 히구라시 타비토》
- 《천재 바카본 ~가족의 유대》
- 《안녕 드뷔시 ~피아니스트 탐정 케이프 요스케~》
- 《가드센터24 광역경비지령실》
- 《갓파 선생님!》
- 《천재 바카본 2》
- 《제니가타 경부》
- 《북풍과 태양의 법정》
- 《돌아온 집 파는 여자》
- 《우리들의 용기 미만도시 2017》
- 《천재를 키운 부인 ~세계가 인정한 수학자와 아내의 사랑~》

## 특별 엔터테인먼트
- 《1위를 받은 명곡 가요제》
- 《우케루! 위인전》

## 같이 보기
- 2시의 로드쇼 → 오후의 로드쇼 (1982년부터 1994년까지, 1996년부터 TV도쿄 ; 현재)
- 골든양화극장 → 골든 시어터 → 프리미엄 스테이지 → 토요 프리미엄 (1971년부터 후지TV ; 현재)
- 산토리양화극장 → 목요양화극장 → 수요 시어터 9 (1964년부터 2010년까지, TV도쿄 ; 과거)
- 토요 로드쇼 → 금요 로드쇼 → 월요 로드쇼 → 더 로드쇼 → 화요 로드쇼 → 화요 빅 시어터 → 수요 로드쇼 (1966년부터 1993년 9월 29일까지, 도쿄방송 ; 과거)
- 토요양화극장 → 일요양화극장 (1966년부터 2017년까지, TV아사히 ; 과거)
- 영화